# Huaphan tartomány
Huaphan (nemzetközi alakban Houaphan) Laosz egyik tartománya az ország keleti felén.

## Közigazgatás
Huaphan tartomány területe a következő körzetekre oszlik:
1. Huameuang (7-05)
2. Muang Et (7-08)
3. Sop Bao (7-07)
4. Viengthong (7-03)
5. Viengxay (7-04)
6. Xamneua (7-01)
7. Xamtay (7-06)
8. Xiengkhor (7-02)